# کازوکی تاناکا
کازوکی تاناکا (انگلیسی: Kazuki Tanaka؛ زادهٔ ۱۳ ژانویهٔ ۲۰۰۰) بازیکن فوتبال اهل ژاپن است.
از باشگاه‌هایی که در آن بازی کرده‌است می‌توان به باشگاه فوتبال توکیو اشاره کرد.